# ألان سيلفيا
ألان سيلفيا (بالإنجليزية: Alan Silvia)‏ هو سياسي أمريكي، ولد في 19 أكتوبر 1951. حزبياً، نشط في الحزب الديمقراطي. وقد انتخب عضو مجلس نواب ماساتشوستس.